# Potok Jasień
Potok Jasień – struga przepływająca w całości w granicach administracyjnych Gdańska przez osiedla i dzielnice Kokoszki, Jasień, Brętowo. Prawobrzeżny dopływ Strzyży, w niektórych źródłach określany jako Jasieńska Strzyża.

## Przebieg
Struga wypływa na wysokości ok. 140 m n.p.m. na zachód od jeziora Jasień po zachodniej stronie trójmiejskiej obwodnicy, przepływa pod nią i wpada na północno-zachodnim brzegu do jeziora Jasień, i wypływa z niego po wschodniej stronie. Następnie struga skręca na północ i przepływa pod ulicą Kartuską oraz aleją Armii Krajowej (Trasa W-Z), i wpływa na teren dawnego „poligonu w Gdańsku”. Dalej struga przepływa pod nasypem PKM dawniej linii kolejowej Gdańsk Wrzeszcz – Stara Piła.

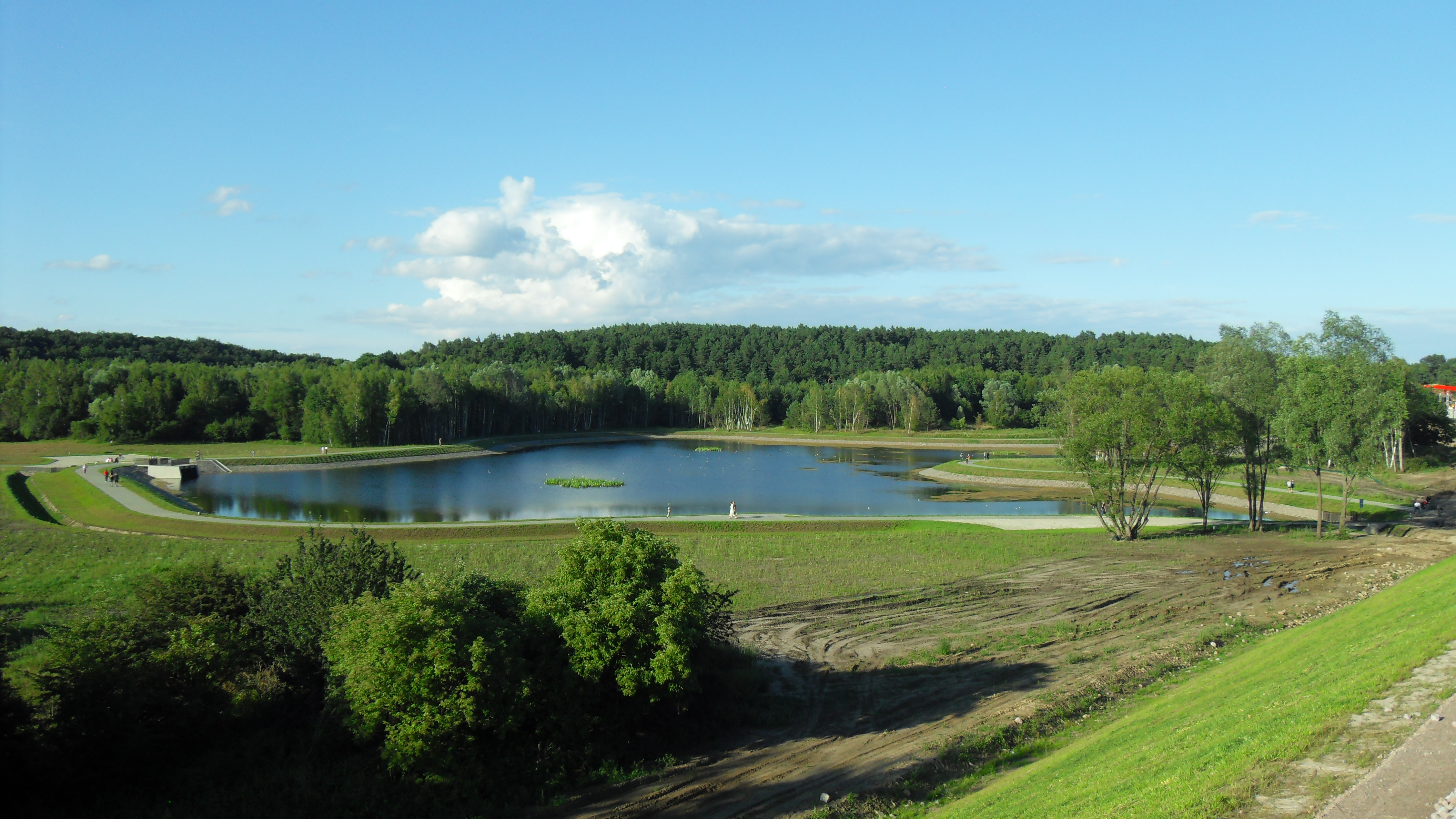
Zbiornik retencyjny Jasień

W 2013 roku po północnej stronie nasypu linii kolejowej na terenie byłego poligonu, w rejonie usytuowania strzelnicy na potoku wybudowano „zbiornik retencyjny Jasień”.
Zbiornik pełni funkcję rekreacyjną, ma powierzchnię 3,75 ha i objętość 48 487 m³, połączony jest on również z tzw. „Rowem S6”, który odprowadza nadmiar wód z jeziora Wróbla Staw.
W niedużej odległości za zbiornikiem „Potok Jasień” łączy się ze swoim dopływem Kiełpińską Strugą. Na ostatnim odcinku potok płynie skrajem Trójmiejskiego Parku Krajobrazowego i poniżej Rezerwatu Lasy w Dolinie Strzyży wpada do Strzyży.

## Historia
Obecnie trudno jest ustalić oryginalny przebieg strugi – potoku ze względu na sztuczne zmiany jej biegu. Od końca średniowiecza struga służyła do zaopatrywania Gdańska w wodę z jeziora Jasień. Do połowy lat 40. XX w. skierowana była do Potoku Siedleckiego – „Die Bäk” i stanowiła górny odcinek jego biegu. W tych samych latach tj. 40. bieg strugi został zmieniony w okolicach obecnego jeziora „Wróbla Staw” i od czego czasu stanowi jeden z dopływów Strzyży.